# Gertrud Sparrman
Siri Gertrud Louise Sparrman, även känd som Siri Lind, född 7 november 1868 i Umeå, död 19 januari i Sainte-Marie, Nièvre i Frankrike 1960, var en svensk operasångare (sopran). 
Sparrman var dotter till konsul Axel Sparrman, som var köpman i Umeå, och hans hustru Hilda Lundmark. Hon var elev till Fritz Arlberg och studerade i Paris.
Hon var engagerad vid Kungliga Teatern 1894–1896. Bland hennes roller märks Julia i Romeo och Julia, Margareta i Faust, titelrollen i Sylvia och Greta i Hans och Greta samt
Maria i Häxfällan. Hon var även konsertsångerska och uppträdde 1898–1899 i Frankrike under artistnamnet Siri Lind.
Hon gifte sig första gången år 1900 med baron Morley Burnett Stears, som avled 1904, och därefter med den franske greven Henri Louis Adrien Rapine du Nozet de Sainte Marie, som hon också blev änka efter. Hon är gravsatt i ättens patronatskyrka Saint Martin de Giverdy i Sainte-Marie i Nièvre.